# Eran Riklis
Eran Riklis, hebr. ערן ריקליס (ur. 2 października 1954 w Jerozolimie) – izraelski reżyser, scenarzysta i producent filmowy.
Służył w izraelskiej armii podczas wojny Jom Kippur w 1973, po czym studiował na Uniwersytecie w Tel-Awiwie. Jako pierwszy Izraelczyk ukończył studia na brytyjskiej uczelni National Film and Television School w podlondyńskim Beaconsfield.
Międzynarodowe uznanie zdobył dzięki filmowi Syryjska narzeczona (2004), który zdobył m.in. cztery nagrody na MFF w Montrealu. Zrealizował również takie filmy, jak m.in. Drzewo cytrynowe (2008), Misja kadrowego (2010), Playoff (2011), Mój przyjaciel wróg (2012), Tańczący Arabowie (2014), Schronienie (2017) czy Pająk w sieci (2019).